# 나는 고백한다
《나는 고백한다》(I Confess)는 1953년 개봉한 미국의 드라마 영화이다. 앨프리드 히치콕이 감독을 맡았으며 몽고메리 클리프트와 앤 백스터가 주연을 맡았다.

## KBS 성우진 (1997년 11월 9일)
- 김관철 - 로건 신부(몽고메리 클리프트)
- 송도영 - 루스(앤 박스터)
- 유동현 - 루스의 남편(로저 던)
- 이윤선 - 켈러(O.E. 하스)
- 성병숙 - 켈러부인(돌리 하스)
- 김현직 - 로버트슨 검사(브라이언 아언)
- 이재용 - 의장
- 노민 - 라우루 경감(칼 말든)
- 장승길 - 머피 형사(저드슨 프랫)
- 한호웅 - 형사
- 유민석 - 밀레 신부(찰스 안드레)
- 김준 - 베노어 신부(질 펠티에)
- 김은아 - 소녀(르네 허든)
- 배정미 - 소녀(카르멘 진그라스)